# السهل الألماني الشمالي

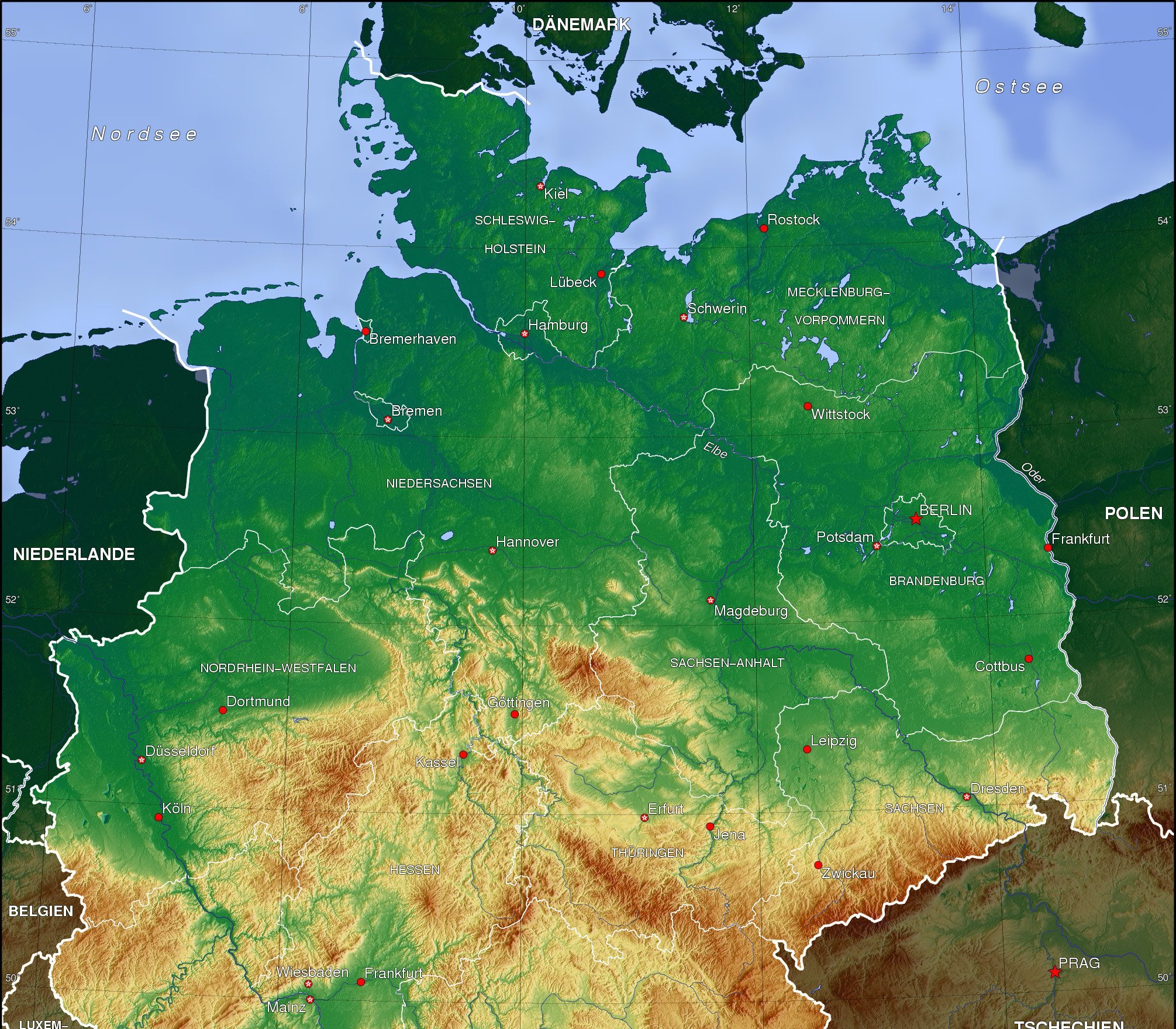

السهل الألماني الشمالي هو أكبر الأقاليم التضاريسية في ألمانيا، وهو جزء من السهل الأوروبي العظيم الخصب حيث يبدأ في الشمال بالسهول الساحلية، وتجري خلاله عدة أنهار تصب في بحر الشمال، أهمها: نهر إلب ونهر الراين، وتنتشر به المستنقعات في الشمال قرب الساحل.